# Chleby
Chleby (deutsch Chleb) ist eine Gemeinde in Tschechien. Sie liegt sechs Kilometer nordöstlich von Nymburk und gehört zum Okres Nymburk.

## Geographie
Chleby befindet sich am Bach Chlebka auf der Böhmischen Tafel.
Nachbarorte sind Oskořínek im Norden, Nový Dvůr und Rozpakov im Nordosten, Malý Vestec und Havransko im Osten, Netřebice und Rašovice im Südosten, Draho und Šlotava im Süden, Kovansko im Südwesten, Bobnice im Westen sowie Krchleby und Jíkev im Nordwesten.

## Geschichte

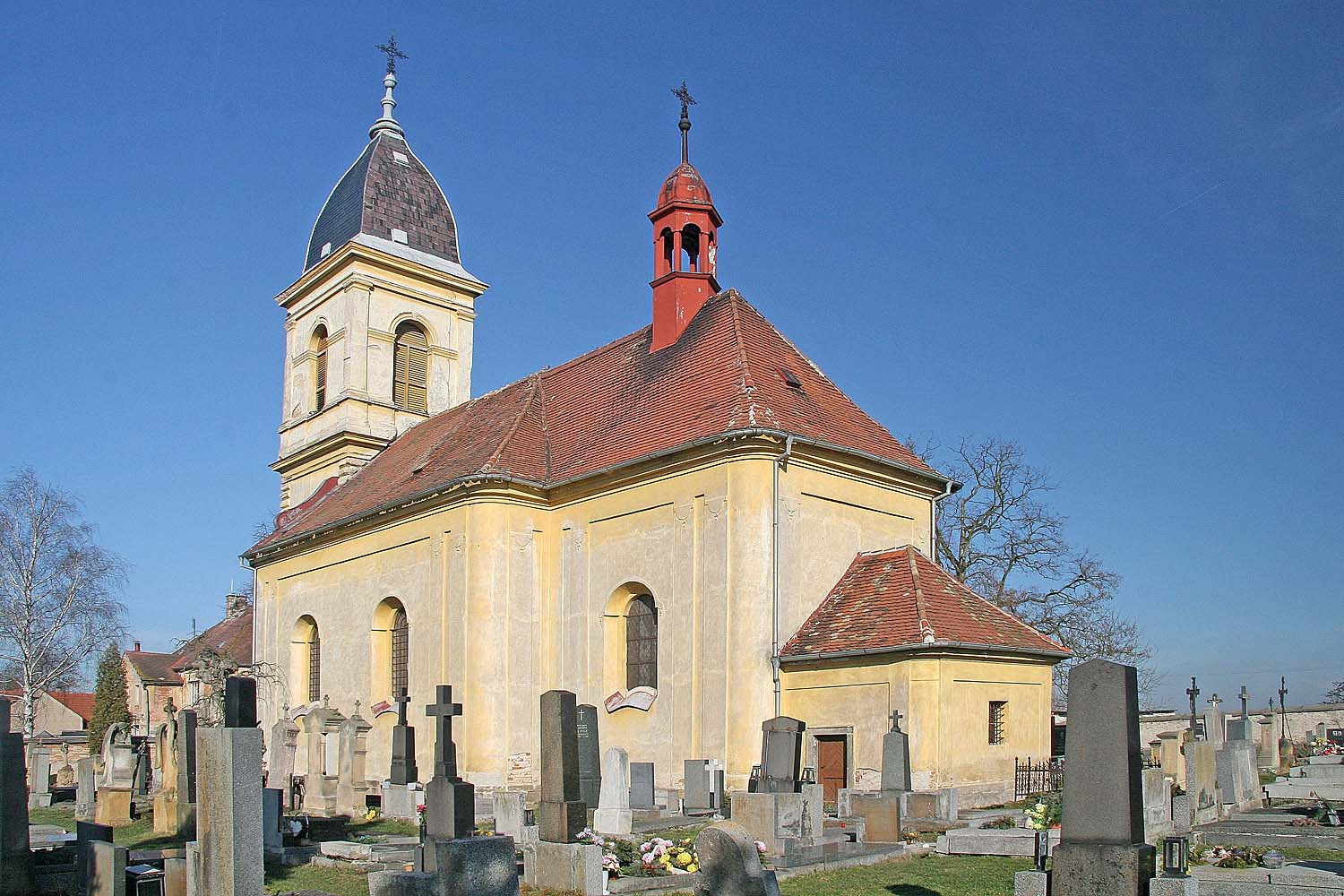
Katholische Kirche

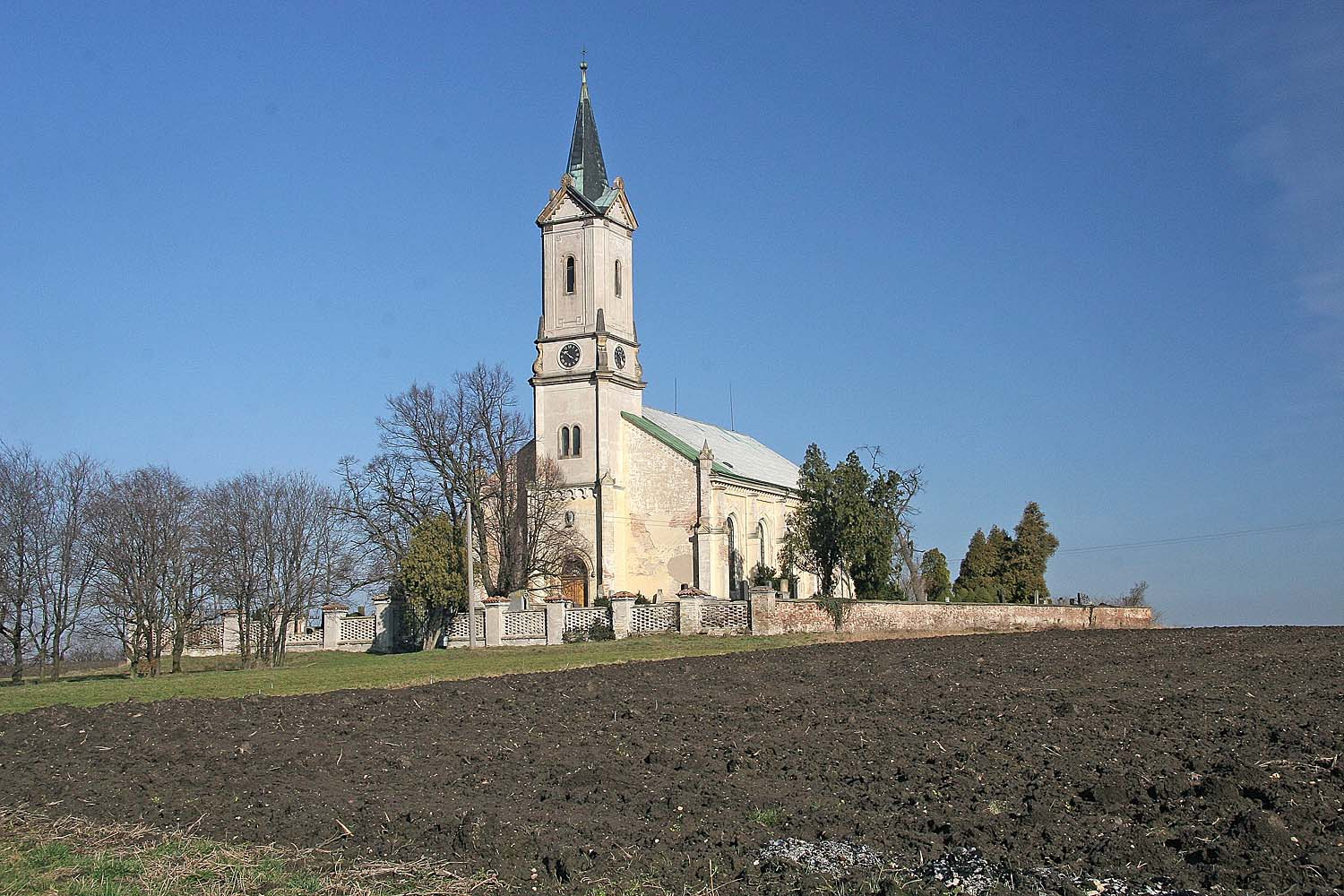
Evangelische Kirche

Die erste schriftliche Erwähnung von Chleby erfolgte im Jahre 1292 beim Kauf des Dorfes durch das Kloster Sedlec.
Im Zuge der Raabisation wurde das Dorf 1777 vergrößert. Nach der Aufhebung der Patrimonialherrschaften bildete Chleby ab 1850 mit dem Ortsteil Draho eine politische Gemeinde im Bezirk Poděbrady. 1934 kam die Gemeinde zum Okres Nymburk. 1980 erfolgte die Eingemeindung nach Oskořínek. Seit 1992 besteht die Gemeinde wieder. 1997 entstand der erste Privatzoo Tschechiens in Chleby.

## Gemeindegliederung
Die Gemeinde Chleby besteht aus den Ortsteilen Chleby (Chleb) und Draho.

## Sehenswürdigkeiten
- Katholische Kirche St. Laurentius, der einschiffige Barockbau entstand zwischen 1780 und 1782
- Evangelische Kirche, erbaut 1885 im neoromanischen Stil nach Plänen von Emil Prückner
- Zoo Chleby, der jüngste Zoologische Garten Tschechiens wurde 1997 wurde René Franěk gegründet. Seit 2004 ist der Privatzoo Mitglied der EARAZA.
- Motocrossstrecke Chleby, südöstlich des Dorfes